# Батлервілл (Індіана)
Батлервілл (англ. Butlerville) — переписна місцевість (CDP) в США, в окрузі Дженнінґс штату Індіана. Населення — 300 осіб (2020).

## Географія
Батлервілл розташований за координатами 39°1′57″ пн. ш. 85°30′47″ зх. д. / 39.03250° пн. ш. 85.51306° зх. д. (39.032542, -85.513170).  За даними Бюро перепису населення США в 2010 році переписна місцевість мала площу 0,98 км², уся площа — суходіл.

## Демографія
Згідно з переписом 2010 року, у переписній місцевості мешкали 282 особи в 107 домогосподарствах у складі 71 родини. Густота населення становила 288 осіб/км².  Було 130 помешкань (133/км²).
Расовий склад населення:
| - 98,2 % — білих - 0,7 % — азіатів - 0,4 % — корінних американців |

До двох чи більше рас належало 0,4 %. Частка іспаномовних становила 1,1 % від усіх жителів.
За віковим діапазоном населення розподілялося таким чином: 24,5 % — особи молодші 18 років, 64,9 % — особи у віці 18—64 років, 10,6 % — особи у віці 65 років та старші. Медіана віку мешканця становила 37,6 року. На 100 осіб жіночої статі у переписній місцевості припадало 105,8 чоловіків;  на 100 жінок у віці від 18 років та старших — 97,2 чоловіків також старших 18 років.
Цивільне працевлаштоване населення становило 33 особи. Основні галузі зайнятості: освіта, охорона здоров'я та соціальна допомога — 51,5 %, будівництво — 48,5 %.